# داماد (فیلم ۱۹۹۰)
داماد (به هندی: Jamai Raja) فیلمی محصول سال ۱۹۹۰ و به کارگردانی ای. کوداندارمی ردی است. در این فیلم بازیگرانی همچون هما مالینی، آنیل کاپور، مادهوری دیکشیت، انوپم کهیر، ساتیش کایشیک، شاکتی کاپور، آلوک نات، آنو کاپور ایفای نقش کرده‌اند.